# Бехар, Эми
Эми Бехар (болг. Еми Бехар; 17 июля 1931, Пазарджик — 17 сентября 2020, Вена) — болгарская пианистка еврейского происхождения.
Дочь врача Марселя Бехара и художницы Анны Крамер-Бехар. С девятилетнего возраста занималась под руководством Мары Балсамовой, в 14 лет дебютировала на концертной сцене. В 1948 г. завоевала первую премию международного музыкального фестиваля «Пражская весна», будучи самой юной участницей конкурсной программы. В 1953 г. окончила Парижскую консерваторию, ученица Лазара Леви (фортепиано) и Гастона Пуле (камерный ансамбль); в том же году вошла в восьмёрку финалистов на Международном конкурсе имени Маргерит Лонг и Жака Тибо.
Как солистка с наибольшим успехом исполняла музыку Фридерика Шопена — элегантно и эмоционально. Как ансамблистка с 1954 г. играла в составе фортепианного трио со скрипачом Петаром Арнаудовым и виолончелистом Павлом Дойчиновым (позднее — с Владимиром Дойчиновым), в 1956 г. коллектив завоевал вторую премию Третьего всеболгарского конкурса инструменталистов.
С 1992 г. жила в Израиле, последние годы жизни провела в Австрии.